# Heart On
Heart On är det tredje studioalbumet av det amerikanska rockbandet Eagles of Death Metal. Det släpptes i oktober 2008.
Albumet nådde 57:e plats på Billboard 200.

## Låtlista
1. "Anything 'Cept the Truth" - 4:34
2. "Wannabe in L.A." - 2:15
3. "(I Used to Couldn't Dance) Tight Pants" - 3:35
4. "High Voltage" - 2:43
5. "Secret Plans" - 2:22
6. "Now I'm a Fool" - 3:41
7. "Heart On" - 2:43
8. "Cheap Thrills" - 3:42
9. "How Can a Man With So Many Friends Feel So Alone?" - 3:02
10. "Solo Flights" - 3:25
11. "Prissy Prancin'" - 3:40
12. "I'm Your Torpedo" - 5:12
13. "As Nice As I Can Be" (UK Bonus Track)
14. "Fairytale In Real Time" (UK & Australian Bonus Track)